# ديفيد بال (لاعب كرة قدم أمريكية)
ديفيد بال (بالإنجليزية: David Ball)‏ هو لاعب كرة قدم أمريكية أمريكي، ولد في 6 يونيو 1984 في برلين في الولايات المتحدة.